# Rundfunkprogramm
Das Rundfunkprogramm oder kurz Programm bezeichnet die Gesamtheit der ausgestrahlten Hörfunk- und Fernsehsendungen (Rundfunk) eines einzelnen Rundfunksenders oder aller in einer Region empfangbaren Sender während eines bestimmten Zeitraumes. Üblicherweise unterscheidet man zwischen den Programmen für Hörfunk und Fernsehen. Den Vorgang der Programmplanung bezeichnet kurz der englische Begriff programming.

## Allgemeines
Der umgangssprachliche Begriff Programm wurde im Medienrecht legaldefiniert und damit zum Rechtsbegriff. Unter Hörfunk- oder Fernsehprogramm versteht man danach „eine nach einem Sendeplan zeitlich geordnete Folge von Inhalten“ (§ 2 Abs. 2 Nr. 1 Rundfunkstaatsvertrag; RStV). Die Sendung ist hingegen „ein inhaltlich zusammenhängender, geschlossener, zeitlich begrenzter Teil eines Rundfunkprogramms“ (§ 1 Abs. 2 Nr. 2 RStV). Das Programm besteht mithin aus einzelnen, nacheinander ausgestrahlten Sendungen.
Radio- oder Fernsehprogramme sind die systematische und chronologische Gliederung einzelner Sendungen eines Senders für die nächsten Tage, Wochen und Monate. Sie setzen sich aus einer Vielzahl verschiedener Programminhalte wie Information, Bildung, Unterhaltung und Werbung zusammen. Während beim Vollprogramm die Themenvielfalt meist sehr hoch ist und „Informationen, Bildung, Beratung und Unterhaltung einen wesentlichen Teil des Gesamtprogramms bilden“ (§ 2 Abs. 2 Nr. 3 RStV), wird sie beim Spartenprogramm auf ein oder zwei Themenkreise im Programm und/oder bestimmte Zielgruppen eingeschränkt. Da ein Programm täglich neu produziert wird, ist es jedes Mal ein Prototyp.

## Geschichte
Die ersten Radiostationen, die ihre Sendezeit auf über eine Stunde hinaus ausdehnten, sahen das Erfordernis, ähnlich einem Inhaltsverzeichnis in Büchern die verschiedenen Sendungen in Form eines Programms zu planen und zu präsentieren. Die ersten systematisch geordneten Radioprogramme kamen am 20. Mai 1920 beim kanadischen Sender CFCF in Montreal zum Einsatz, gefolgt von WWJ Detroit am 20. August 1920. Bereits am 27. August 1920 startete Radio Argentina mit Sendungen, die einem Programmschema folgten. Allerdings waren dies noch Ausnahmen, denn vor 1923 existierten überwiegend keine formellen Programmschemata. Es wurden ausschließlich einmalige Sendungen ausgestrahlt, denn Serien kamen erst ab September 1922 auf. Eine systematische Programmplanung begann 1926 mit der Gründung des NBC Advisory Council. Mit Zunahme der Anzahl der Radiostationen und der Programmvielfalt registrierten die Radiostationen Wanderbewegungen der Hörer (Audience Flow) und begannen, sich bei der Programmplanung auf diese Wanderbewegungen einzustellen. Sie erkannten, dass es selbst während einer Sendung zu Audience Flow kam, meist ausgelöst durch Radiowerbung.
Deshalb hatte im September 1945 die Ratingagentur C. F. Cooper damit begonnen, den Radiosendern die Hörerbewegungen („flow“) von einer Station zur anderen zu messen und die Methoden kontinuierlich bis August 1946 zu einem Rating zu verfeinern. Im Januar 1950 teilten sich Hooper und Nielsen Media Research den Markt auf, wobei Hooper sich weiterhin auf die lokalen Radiostationen konzentrierte und zum Marktführer aufstieg. Hooper rief die Radiohörer an und frage sie, welche Station sie gerade hörten, welches Programm sie dort verfolgten und wer der Sponsor hiervon sei. Dass der Rundfunk ein Programm erstellte, wurde der Öffentlichkeit erst durch Programmhinweise oder Programmzeitschriften bekannt. Am 11. Dezember 1946 erschien mit Hörzu die erste deutsche Programmzeitschrift.

## Deutschland
In Deutschland befasst sich der Rundfunkstaatsvertrag sehr ausführlich mit Programmfragen. Programme werden nach § 11a RStV als Angebote verstanden. Rundfunkprogramme haben die Würde des Menschen „sowie die sittlichen, religiösen und weltanschaulichen Überzeugungen anderer zu achten“ (§ 41 Abs. 1 RStV).
Am 22. Dezember 1920 wurde in Deutschland die erste Radiosendung ausgestrahlt. Es war ein erstes weihnachtliches Konzert mit klassischen Festtagsliedern.
Der deutsche öffentlich-rechtliche Rundfunk hat im Rahmen seines Programmauftrages nach § 11 Abs. 2 und 3 RStV die Pflicht, „im Interesse von Informationsfreiheit und Demokratie, ein vielfältiges, umfassendes und ausgewogenes mediales Angebot zu sichern.“ Dieser Programmauftrag stellt bei den öffentlichen Sendern die Gewährleistung einer unabhängigen Grundversorgung mit Information, Bildung, Kultur und Unterhaltung dar. Nach § 11 Abs. 1 RStV hat der öffentlich-rechtliche Rundfunk durch die „Herstellung und Verbreitung von Hörfunk- und Fernsehprogrammen als Medium und Faktor des Prozesses freier individueller und öffentlicher Meinungsbildung zu wirken.“ 
Auch das Bundesverfassungsgericht hat zur so genannten Grundversorgung Stellung genommen. Grundversorgung bedeutet dabei weder eine Mindestversorgung noch beschränkt sie sich auf den informierenden und bildenden Teil des Programms; sie ist vielmehr eine Versorgung mit Programmen, die dem klassischen Rundfunkauftrag entsprechen. Die Grundversorgung umfasst dabei drei Elemente, nämlich die Versorgung der gesamten Bevölkerung mit Rundfunkprogrammen, die Veranstaltung eines Vollprogramms und die Gewährleistung der Meinungsvielfalt innerhalb des Programms. Eine überwiegende Werbefinanzierung des öffentlichen Rundfunks gefährde die Grundversorgung und sei damit verfassungswidrig. Zumindest im öffentlichen Rundfunk können Programme deshalb nicht völlig autonom gestaltet werden, sondern sind unter Beachtung dieser gesetzlichen und verfassungsrechtlichen Vorgaben zusammenzustellen. Damit gibt es eine eingeschränkte Programmgestaltungsfreiheit bei öffentlichen Sendern. 
Private Sender unterliegen nicht diesen strengen Anforderungen und müssen lediglich ein Mindestmaß an inhaltlicher Ausgewogenheit, Sachlichkeit und gegenseitiger Achtung bieten. Das Programm muss Meinungsvielfalt und Pluralität bei privaten Sendern sichern (§ 25 RStV), ein Programmbeirat hat die Organe eines Senders zu beraten (§ 32 RStV).

## Programmplanung
Eines der wichtigsten Ziele der Programmplanung ist die Hörer- und Zuschauerbindung. Weltweit einheitlich werden die vorproduzierten Beiträge von den zuständigen Redaktionen der Programmplanungsabteilung vorgelegt, die unter Beachtung des Programmschemas die finalen Entscheidungen über die Ausstrahlung der Beiträge trifft. Das Angebot der öffentlichen Sender ist auch marktorientiert und folgt erkennbar den kommerziellen Programmplanungsstrategien der privaten. Die langfristig angelegte strategische Programmplanung hat das Ziel, die Position des Senders bei den Zuschauern als Marke zu definieren, während die kurzfristige operative Planung möglichst reichweitenstark das vorhandene Programm zu vermarkten hat. Feste Sendeplätze (Fernsehserien) werden bei der Programmplanung zuerst berücksichtigt. Die Programmplanung beachtet die Effekte einer höheren Zuschauerbindung (Audience Flow) durch Serialisierung, also dem Trend zur verstärkten Einplanung von Fernsehserien.

### Programmstruktur
Die Programmstruktur ist ein System, das „sich in der Platzierung verschiedener Sendungen bzw. Programmformen innerhalb eines zeitlichen Kontinuums erkennen lässt.“ Sie stellt die innere Gliederung eines Programms nach Art, Länge und Abfolge der Programmelemente her und soll dem Zuhörer/Zuschauer durch regelmäßige Wiederkehr die Orientierung erleichtern. Dabei wird besonders der Wiedererkennungswert von einzelnen Sendungen beachtet. Seit Einführung des Privatrundfunks in Deutschland (Januar 1984) haben Programmstrukturen an Bedeutung erheblich zugenommen.

### Programmschema
Das Programmschema ist Bestandteil der Programmplanung und legt die gesamte Sendezeit eines Senders, die zeitliche Segmentierung der Sendezeit für einzelne Programmgattungen sowie eine grobe inhaltliche Konkretisierung der Sendeplätze fest. Es ist eine zeitlich-organisatorische Zusammensetzung, die die Grundlage des Sendebedarfplans bildet, der die Zuordnung der Sendezeiten zu den einzelnen Programmbereichen konkretisiert. Es dient der Differenzierung zur Konkurrenz und soll das Programm als Marke identifizierbar machen. Es ist mittelfristig konstant, da gleiche oder ähnliche Programminhalte in den gleichen Zeitsegmenten ausgestrahlt werden. Das Programmschema ist den Zuschauergewohnheiten im Tagesverlauf angepasst.
Zur Ablaufplanung von Radioprogrammen werden sogenannte Stundenuhren oder Programmuhren genutzt, die sich wiederholende Programmbestandteilen in einer ziffernblattartigen Grafik darstellen.

### Programmstrategien
Programmstrategien dienen dazu, durch gezielte Platzierung bestimmter Sendungen neue Zuhörer/Zuschauer zu gewinnen und/oder Wanderbewegungen zu vermeiden. Zu diesem Zweck werden durch Stripping bestimmte Sendeplätze stets mit den gleichen Sendungen, etwa Serien, besetzt. Insbesondere die Nachrichtensendungen beginnen regelmäßig in jedem Sender zur selben Zeit, daran können auch aktuelle Entwicklungen meist nichts ändern. Beim Programmblock (Blocking) werden ähnliche Sendungen oder verwandte Sendungstypen nacheinander ausgestrahlt, um Wanderbewegungen zu verhindern. Sollen Zuschauer von der Konkurrenz weggelockt werden, wird Gegen- oder Kontrastprogrammierung eingesetzt. Es ist die Reaktion auf das Programm eines oder mehrerer Konkurrenzsender an einem bestimmten Sendeplatz durch Ausstrahlung einer attraktiven Alternativsendung.

### Variable Programmplanung
Das auszustrahlende Programm wird von den einzelnen Sendeanstalten größtenteils bereits Monate im Voraus geplant. Die Programmmacher (Funktionsbezeichnung: Programmdirektoren und Chefredakteure) folgen dabei dem für ihren Sender vorgegebenen Programmschema, in dem Sendungen ihren festen Sendeplatz (die Sendezeit) haben. In dieses Programmschema werden dann die einzelnen Sendungen mit ihrem täglich wechselnden Inhalt von den Redaktionen eingefügt. Kurzfristige Änderungen aus Aktualitätsgründen sind möglich. Dennoch werden sie nur vorsichtig und vereinzelt eingebaut, da dadurch der zeitliche Ablauf des Programms durcheinandergerät, was möglicherweise Erlösausfälle für nicht oder verspätet ausgestrahlte Fernsehwerbung zur Folge haben kann. Deshalb werden Live-Übertragungen sehr vorsichtig berücksichtigt, weil deren Zeitplan unsicher sein kann und dadurch nachfolgende Sendungen sich verzögern oder gar ganz ausfallen können. Rekordüberzieher bei Live-Fernsehsendungen war lange Zeit Hans-Joachim Kulenkampff (Einer wird gewinnen), dem Thomas Gottschalk (Wetten, dass..?) folgte. Die Programmplanung berücksichtigt zudem die Terminplanung wichtiger Ereignisse von öffentlichem Interesse (Sportveranstaltungen, Kultur- und politische Ereignisse, Jahrestage, royale Hochzeiten).

### Programmkonferenz
Die Programmkonferenz ist das operative Organ der Programmplanung. Aufgabe der meist monatlich tagenden „Ständigen Programmkonferenz“ der ARD ist es, das Gemeinschaftsprogramm zu erarbeiten (§ 6 Satz 1 ARD-Staatsvertrag). Zu diesem Zweck werden die von den Koordinatoren der Fernsehprogrammkonferenz unterbreiteten Vorschläge einzelner Anstalten von der Programmkonferenz gebilligt. Dabei müssen die Pflichtanteile der einzelnen Fernsehanstalten beachtet werden (Nr. 3 Abs. 3 Fernsehvertrag).

## Bezeichnungen der Sendeplätze und Sendezeiten
Die Sendeplätze sind international ziemlich ähnlich und richten sich überwiegend nach der werberelevanten Zielgruppe. Für die verschiedenen Sendeplätze gibt es folgende Bezeichnungen:
- Frühstücksfernsehen, Primetime des Hörfunks (5/6–10 Uhr)
- Vormittagsprogramm (10–12 Uhr)
- Mittagsprogramm (12–13 Uhr)
- Nachmittagsprogramm (12/13–18 Uhr)
- Vorabendprogramm (18–20 Uhr)
- (Haupt-)Abendprogramm (Primetime des Fernsehens) (20–23 Uhr)
- Nachtprogramm (Late-Night) (23–1 Uhr)
- Nachmitternachtsprogramm (0–6 Uhr)

Zu der Zeit, als in Deutschland lediglich die öffentlich-rechtlichen Sendeanstalten das Programm bestimmten, gab es von den Rundfunkräten festgelegte Sendezeiten bis zum Abendprogramm, um – wie es hieß – die Arbeiter und Angestellten zu schonen und ihnen genügend Schlaf zu gönnen. Das Fernsehprogramm endete deshalb noch bis 1984 meist um Mitternacht mit Aufschaltung des Testbildes als Kennzeichen des Sendeschlusses; ab April 1985 (ZDF) bzw. Mai 1985 (ARD) endete das Programm mit dem Abspielen der Nationalhymne (bis 1993). An Wochenenden wurde durchaus auch manchmal bis gegen 1:30 Uhr gesendet. Nach Etablierung der Privatsender passten sich die öffentlich-rechtlichen Sender an und verlängerten sukzessive ihre Sendezeiten, bis 24 Stunden erreicht waren.

## Kriterien für die Programmgestaltung

Logo des deutschen Rundfunkverbundes ARD seit 2019

Bei der ARD legen die Programmverantwortlichen aller Landesrundfunkanstalten das gemeinsame Fernsehprogramm in Programmkonferenzen fest und stimmen miteinander ab, dass alle Landessender ihrer Quote entsprechend mit Beiträgen vertreten sind. Die Regionalprogramme zwischen 18:00 Uhr und 20:00 Uhr und die dritten Programme werden von den jeweiligen Landessendern autonom geplant. Das in dieser Form weit im Voraus geplante Fernsehprogramm gilt dann für alle Sender als verbindlich. Insbesondere der Bayerische Rundfunk beteiligte sich jedoch nicht an manchen Gemeinschaftssendungen. So wurden seit dem 8. Januar 1973 die ersten Folgen der Kindersendung Sesamstraße wegen angeblich falscher Darstellung der sozialen Verhältnisse in Bayern nicht gezeigt. Am 8. November 1977 stieg der Bayerische Rundfunk aus dem gemeinsamen ARD-Programm aus, als bekannt wurde, dass sich in dem um 21:15 Uhr gesendeten Drama Die Konsequenz zwei Männer küssen sollten und – wie alle Zuschauer der Bundesrepublik außer den bayerischen dann sehen konnten – dies auch taten.
Bei den Privatsendern ist das Hauptkriterium für die Gestaltung des Programms die Einschaltquote. Da diese Sender sich ausschließlich durch Werbung finanzieren und die Werbeminuten umso teurer verkauft werden können, je höher die Einschaltquote der Zuschauer ist, werden gezielt Sendungen mit hohem Zuschauerinteresse ausgestrahlt. Durch Meinungsumfragen und anhand von Aufzeichnungsgeräten bei demoskopisch ausgewählten Haushalten von Konsumenten wird das Interesse statistisch ermittelt. Sinkt das Interesse, kann es zum vorzeitigen Ende eigentlich längerfristig konzipierter Sendungen kommen.

## Programmzeitschriften
In speziellen Programmzeitschriften wird das Programm den Lesern grafisch und textlich aufbereitet zur schnellen Übersicht und Auswählbarkeit angeboten. Die Namen einiger älterer Programmzeitschriften zeugen noch von ihrer Herkunft aus der Zeit der Radioprogramme (Bild+Funk, Funk Uhr, Hörzu und TV Hören und Sehen), die damals ähnlich gelistet waren wie heute die Sendungen auf dem Bildschirm. Je nach Erscheinungsweise enthalten diese Medien das Programm für eine oder mehrere Wochen; besonders häufig sind derzeit zweiwöchentliche Fernsehzeitschriften verbreitet. Meist werden nicht nur Art und Zeit der Sendung bekannt gegeben, sondern auch Hintergründe und Wissenswertes genannt; oft gibt es auch eine redaktionelle Bewertung der ausgestrahlten Filme.
Die meisten Sender bieten ihr Programm zudem auf Teletext an. Darüber hinaus gibt es Software, die die Fernsehprogramme am heimischen PC verfügbar machen und per Internetverbindung aktualisiert werden. Der elektronische Programmführer (EPG) bekommt seine Aktualisierungsinformationen mit dem digitalen Fernsehsignal DVB oder dem digitalen Radiosignal DAB übertragen und ist in neuere Technik oft direkt eingebaut.